# Platanthera herminioides
Platanthera herminioides är en orkidéart som beskrevs av Tang och Fa Tsuan Wang. Platanthera herminioides ingår i släktet nattvioler, och familjen orkidéer. Inga underarter finns listade i Catalogue of Life.